# العلاقات الأمريكية الباربادوسية
العلاقات الأمريكية الباربادوسية هي العلاقات الثنائية التي تجمع بين الولايات المتحدة وباربادوس.

## مقارنة بين البلدين
هذه مقارنة عامة ومرجعية للدولتين:
| وجه المقارنة                                              | الولايات المتحدة                                                                                                  | باربادوس       |
| --------------------------------------------------------- | --- | -------------- |
| المساحة (كم2)                                             | 9.83 مليون | 439            |
| عدد السكان (نسمة)                                         | 311.58 مليون | 285.72 ألف     |
| الكثافة السكانية (ن./كم²)                                 | 31.7 | 65.08 ألف      |
| العاصمة                                                   | واشنطن العاصمة | بريدج تاون     |
| اللغة الرسمية                                             | لغة إنجليزية | لغة إنجليزية   |
| العملة                                                    | دولار أمريكي | دولار بربادوسي |
| الناتج المحلي الإجمالي (بليون دولار)                      | 19.39 تريليون | 4.80 مليار     |
| الناتج المحلي الإجمالي (تعادل القوة الشرائية) بليون دولار | 18.04 تريليون | 4.66 مليار     |
| الناتج المحلي الإجمالي الاسمي للفرد دولار أمريكي          | 56.12 ألف | 15.43 ألف      |
| الناتج المحلي الإجمالي للفرد دولار أمريكي                 | 54.63 ألف | 16.06 ألف      |
| مؤشر التنمية البشرية                                      | 0.920 | 0.795          |
| رمز المكالمات الدولي                                      | +1 | +1246          |
| رمز الإنترنت                                              | .us، حكومة، .mil، Edu.                                                                                            | .bb            |
| المنطقة الزمنية                                           | توقيت ساموا الأمريكية، توقيت أطلنطي موحد، منطقة زمنية وسطى، توقيت ألاسكا ‏، المنطقة الزمنية الجبلية، توقيت تشامرو ‏ | 00             |

## مدن متوأمة
في ما يلي قائمة باتفاقيات التوأمة بين مدن أمريكية وباربادوسية:
- ترتبط ويلمينغتون مع بريدج تاون باتفاقية توأمة.

## منظمات دولية مشتركة
يشترك البلدان في عضوية مجموعة من المنظمات الدولية، منها:
| علم المنظمة | اسم المنظمة                               | تاريخ انضمام الولايات المتحدة | تاريخ انضمام باربادوس |
| ----------- | ----------------------------------------- | ----------------------------- | --------------------- |
|             | وكالة ضمان الاستثمار متعدد الأطراف        | 12 أبريل 1988                 | 12 أبريل 1988         |
|             | الاتحاد الدولي للاتصالات                  | 1 يوليو 1908                  | 16 أغسطس 1967         |
|             | يونسكو                                    | 4 نوفمبر 1946                 | 24 أكتوبر 1968        |
|             | الأمم المتحدة                             | 24 أكتوبر 1945                | 9 ديسمبر 1966         |
|             | المركز الدولي لتسوية المنازعات الاستشارية | 14 أكتوبر 1966                | 1 ديسمبر 1983         |
|             | البنك الدولي للإنشاء والتعمير             | 27 ديسمبر 1945                | 12 سبتمبر 1974        |
|             | مؤسسة التمويل الدولية                     | 20 يوليو 1956                 | 25 يونيو 1980         |
|             | منظمة الشرطة الجنائية الدولية             | ?                             | ?                     |
|             | مؤسسة التنمية الدولية                     | 24 سبتمبر 1960                | 29 سبتمبر 1999        |
|             | الاتحاد البريدي العالمي                   | ?                             | ?                     |
|             | منظمة حظر الأسلحة الكيميائية              | ?                             | ?                     |
|             | منظمة التجارة العالمية                    | ?                             | ?                     |

## وصلات خارجية
- موقع وزارة الخارجية الأمريكية
- موقع وزارة الخارجية الباربادوسية